# Stig'o ćumur
Stig'o ćumur je treći album Ede Maajke objavljen 2006. godine.

## Popis pjesama
1. Uši zatvori
2. Bomba
3. Budi i ti
4. Trpaj
5. Para na paru (uš na fukaru)
6. Sretno dijete
7. To mora da je ljubav
8. To što se traži
9. Moj cijeli život
10. Za Mirzu
11. Reko sam joj
12. Moš me pljuvat
13. Stvoren za rep
14. Blažena tišina
15. Nikad više
16. Severina